# Saint Brelade
Saint Brelade (jèrriais Saint Brélade, fr. Saint-Brélade) – okręg (parish) na wyspie Jersey, jednej z Wysp Normandzkich. Okręg St. Brelade leży w południowo–zachodniej części wyspy, jest drugim pod względem wielkości okręgiem (parish) Jersey i trzecim pod względem liczby ludności. W okręgu znajduje się port St. Aubin i latarnia morska La Corbière. Do zabytków Saint Brelade należy La Sergenté – neolityczny grobowiec korytarzowy.